# Aciagrion fasciculare
Aciagrion fasciculare är en trollsländeart som beskrevs av Maurits Anne Lieftinck 1934. Aciagrion fasciculare ingår i släktet Aciagrion och familjen dammflicksländor. IUCN kategoriserar arten globalt som starkt hotad. Inga underarter finns listade i Catalogue of Life.